# 🐈
🐈 is een teken uit de Unicode-karakterset dat een kat voorstelt. Deze emoji is in 2010 geïntroduceerd met de Unicode 6.0-standaard en werd toegevoegd bij Emoji 1.0 in 2015. De emoji is vergelijkbaar met de emoji kattengezicht "🐱".

## Betekenis
Over het algemeen wordt de emoji afgebeeld als een lichtoranje kat met strepen, als een gestreepte kat, in volledig profiel op handen en voeten naar links gericht, met zijn lange staart rechtop gehouden.
De kat van Google is in een cartoonstijl, afgebeeld zittend op zijn achterpoten met een vriendelijke uitdrukking en snorharen. De kat van Facebook is een grijze tabby, maar was voorheen oranje. De katten van Microsoft en Samsung waren voorheen grijs, die van Twitter bruin.

## Voorbeelden van de emoji

Op Twitter.
Google.
Een andere versie van Twitter.
De Microsoft versie.

### Unicode
In Unicode vindt men 🐈 onder de code U+1F99D (hexadecimaal).

### Shortcode
De shortcode is :cat: , bruikbaar in onder andere: Github, Slack, Emojipedia.

### C, javascript, json, java
Bij Javascript is de code \u1F408.

### HTML
In HTML decimaal is de code
- &#128008;
- &#x1F408;

### Unicode-annotatie
De Unicode-annotatie is: Kat, ook is de kat-emoji vindbaar door huisdier of troeteldier in te typen.

### Hexadecimaal
De algemene hexadecimaal voor de kat is 1F408.